# 荒木道子
荒木 道子（あらき みちこ、1917年〈大正6年〉3月6日 - 1989年〈平成元年〉3月24日）は、日本の女優。元夫は文芸評論家の菊池章一。息子は俳優・歌手の荒木一郎。

## 来歴・人物
1917年（大正6年）3月6日、東京府東京市神田区三崎町（現在の東京都千代田区神田）に生まれる。父は文芸評論家の至文、母は青鞜社出身の作家の滋子で、兄が2人いた。
明化尋常小学校を経て1934年（昭和9年）、女子学院を卒業。YWCAの語学部職員、帝大図書館員を経て、1938年（昭和13年）に文学座研究所に入り、賀原夏子、青野平義、小山源喜らとともに第1回生として卒業。同年に勉強会『かりそめになすな恋』で初舞台を踏み、田中澄江作『はるあき』の柿沢てい子役で本格的にデビューする。ついで『野鴨』『わが町』などに大役で起用され、近代的な感覚とムード、独自の台詞まわしによって注目された。
1941年（昭和16年）4月6日、文芸評論家の菊池章一と結婚（1953年（昭和28年）に離婚）、一子出産のため1943年（昭和18年）に文学座を退団。戦後の1947年（昭和22年）には芥川比呂志、長岡輝子らと麦の会に加わり『林檎園日記』などに出演。1949年（昭和24年）に麦の会は文学座に合流し、それ以後は『ママの貯金』『ワーニャ伯父さん』『武蔵野夫人』と精力的な活動を続け、新劇俳優としての地歩を固めた。舞台の代表作に『三人姉妹』のマーシャ、『欲望という名の電車』の看護婦、『三婆』のタキ、『浅茅が宿』のぎん、『花咲くチェリー』のイゾベルなど。
1950年（昭和25年）、豊田四郎監督の『女の四季』で映画に初出演、それいらい年平均3本のペースで映画に出演する。
過保護気味の母親や山の手夫人といった役柄を得意とした。1964年（昭和39年）、東映教育映画『おふくろ』の主演で文部大臣賞を受賞。
テレビドラマでは『ただいま11人』で山村聡と夫婦を演じたほか、『あかつき』などにも出演した。
1989年（平成元年）3月24日、心不全のため東京都新宿区の慶應義塾大学病院で死去。72歳没。

## 出演

### 映画
- 女の四季（1950年、東宝） - 画伯の夫人
- 春の囁き（1952年、東京映画） - 中山夏江
- 三等重役（1952年、東宝） - 高野夫人
- ひまわり娘（1953年、東宝） - 山野直子
- 地獄門（1953年、大映） - 真野
- にごりえ（1953年、文学座） - しん
- 心に花の咲く日まで（1955年、文学座） - 看護婦長赤島
- 体の中を風が吹く（1957年、松竹） - 山崎静子
- 純愛物語（1957年、東映） - 瀬川病院の看護婦
- 気違い部落（1957年、松竹） - 保険の女外交員
- 女であること（1958年、東京映画） - 山井くに子
- 裸の大将（1958年、東宝） - 魚吉のおかみさん
- キクとイサム（1959年、大東映画） - 松田先生
- 男性飼育法（1959年、東京映画） - 馬場
- 暗夜行路（1959年、東宝） - 本郷の婆や
- 春の夢（1960年、松竹） - 八重
- 笛吹川（1960年、松竹） - タツ
- バナナ（1960年、松竹） - 紀伊子の友達
- 子鹿物語（1960年、東映教育） - 語り手
- 名もなく貧しく美しく（1961年、東宝） - 竜光寺みよ
- 南の風と波（1961年、東宝） - 山本菊江
- 黒い画集 第二話 寒流（1961年、東宝） - 沖野淳子
- 武士道残酷物語（1963年、東映） - しげの
- 海軍（1963年、東映） - 隆夫の母
- おふくろ（1964年、東映教育） - 山本みき
- 廓育ち（1964年、東映） - お春
- この声なき叫び（1965年、松竹） - 佐々木辰子
- 悲しき別れの歌（1965年、日活） - 風見ふさ江
- 赤ひげ（1965年、東宝） - 娼家「つるや」の女主人
- 昨日のあいつ今日のおれ (1965年、松竹)
- おんな番外地シリーズ（東映） - 岸本管理部長
  - おんな番外地 鎖の牝犬（1965年）
  - 続・おんな番外地（1966年）
- 傷だらけの天使（1966年、日活） - 後藤夏子
- 宴（1967年、松竹） - 近藤内相の夫人
- 花と果実（1967年、日活） - 田川綾子
- 人間魚雷 あゝ回天特別攻撃隊（1968年、東映） - 悦子
- 積木の箱（1968年、大映） - 佐々林トキ
- 大奥絵巻（1968年、東映） - 妙心
- 荒い海 (1969年)
- 津軽絶唱（1969年、東京映画） - 池田トヨ
- やくざ絶唱（1970年、大映） - 犬丸里枝
- 昭和残侠伝 死んで貰います（1970年、東映） - 花田お秀
- 日本侠客伝 昇り龍（1970年、東映） - 島村ギン
- どですかでん（1970年、東宝） - 小料理屋の女将
- 高校生心中 純愛（1970年、東映） - 宇野とみ子
- あゝ声なき友（1972年、松竹） - 女園長
- 海軍特別年少兵（1972年、東宝映画） - 林八重
- 華麗なる一族（1974年、芸苑社） - 小泉夫人
- 襤褸の旗（1974年、同映画製作委員会） - 田中カツ
- 青春の蹉跌（1974年、東京映画） - 母悦子
- 無宿（1974年、東宝） - 女郎屋の女将ユキノ
- 岸壁の母（1976年、東宝映画） - 小松たか
- 坊っちゃん（1977年、松竹） - 清
- 炎の舞（1978年、ホリ企画制作） - 吉井ちか
- 東京大空襲 ガラスのうさぎ（1979年、大映映像） - 井上のおばちゃん
- セカンド・ラブ（1983年、東映） - 一実の母志保
- 夢千代日記（1985年、東映） - 山科君乃
- TOMORROW 明日（1988年、ヘラルド・エース） - 藤雄の母

### テレビドラマ
- 謡と代用品（1940年、NHK実験放送）
- 東芝日曜劇場（KR→TBS）
  - 第15回「釣堀にて」（1957年）
  - 第133回「女」（1959年） - かな子
  - 第135回「心中宵庚申」（1959年）
  - 第155回「雨」（1959年）
  - 第160回「大つごもり」（1959年）
  - 第180回「母の絵本」（1960年）
  - 第185回「奉教人の死」（1960年）
  - 第212回「聖女像 細川がらしあ伝」（1960年）
  - 第231回「ある夜の殿様」（1961年）
  - 第235回「海を射つとき」（1961年）
  - 第294回「しりとりあそび」（1962年）
  - 第297回「四つの顔」（1962年）
  - 第326回「四つの肖像」（1963年）
  - 第354回「明暗」（1963年）
  - 第416回「父と子たち」（1964年）
  - 第438回「ちっちゃなかみさん」（1965年）
  - 第569回「赤井川家の客間」（1967年）
  - 第718回「釣忍」（1970年）
  - 第735回「一筆啓上致します」（1971年）
  - 第794回「下町の女 その四」（1972年）
  - 第1229回「紫陽花の女」（1980年）
  - 第1254回「三年たって、恋」（1980年）
  - 第1287回「鼓の女」（1981年）
  - 第1497回「ブランコ」（1985年）
- ウロコ座 第97 - 99回「五重塔」（1958年、KR）
- 新劇アワー / 流人騒ぎ（1958年、日本テレビ）
- ここに人あり（NHK総合）
  - 第61回「黒い満月」（1958年）
  - 第72回「脚・五十年」（1958年）
  - 第80回「銀座のお針っ子」（1959年）
  - 第83回「ペンギンは歌う」（1959年）
  - 第92回「白い青春」（1959年）
  - 第156回「霧の夜の女たち」（1960年）
- 夫婦百景（日本テレビ）
  - 第22回「永遠の夫婦」（1958年）
  - 第193回「冠婚葬祭夫婦」（1963年）
  - 第204回「虫のいい亭主」（1962年）
  - 第218回「鉄骨夫婦」（1962年）
  - 第398回「妻」（1967年）
- お好み日曜座（NHK総合）
  - 大川仇討（1959年）
  - 月夜の利左（1959年）
  - 春鶯夢（1959年）
  - 土こね日記（1959年）
- 私だけが知っている / 女社長の死（1959年、NHK総合）
- 雑草の歌（日本テレビ→KR）
  - 第60回「捨子物語」（1959年）
  - 第68回「離れのおかあさん」（1959年）
  - 第81回「母ちゃん焚けとる」（1959年）
  - 第97回「ゴミの中の顔」（1960年）
  - 第109回「春の渚」（1960年）
  - 第136回「白い悪魔」（1960年）
- サンヨーテレビ劇場（KR）
  - 夢十夜より「恋文」（1959年）
  - 貧乏さん（1959年）
  - 妻よしあわせの花を（1961年）
- スリラー劇場・夜のプリズム 第29回「かあちゃんは犯人じゃない」（1959年、日本テレビ）
- 三菱ダイヤモンド劇場 / 直木賞シリーズ・お吟さま（1960年、フジテレビ）
- 結婚不案内（1960年、NHK総合） - 釘抜ルイ子
- 東芝土曜劇場 第83回「陥穽」（1983年、フジテレビ）
- シャープ火曜劇場（フジテレビ）
  - 第1回「野菊の如き」（1961年）
  - 第19回「嵐」（1962年） - やす子
  - 第81回「まごころ」（1963年） - 弘の母・邦子
- 武田ロマン劇場 / 月よりの使者（1961年、日本テレビ）
- 連続テレビ小説（NHK総合）
  - あしたの風（1962年）
  - あかつき（1963年） - 佐田敏子
  - おはなはん（1966年）
  - まんさくの花（1981年） - 琴
- 近鉄金曜劇場 / 悲の器（1963年、TBS）
- 嫁ぐ日まで 第18回「言えなかった一言」（1963年、フジテレビ）
- 日本映画名作ドラマ / 女中っ子（1963年、NET）
- 松本清張シリーズ・黒の組曲 第45回「殺意」（1963年、NHK総合） - 稲田君子
- ただいま11人（1964年、TBS） - 早乙女辰子 役
- 日産スター劇場 / やぶれ家族（1964年、日本テレビ）
- 木下恵介アワー / 記念樹 第34話「彼の行く道」（1966年、TBS） - 浜藤しづ
- 今井正アワー / 初夜（1966年、NET）
- シオノギテレビ劇場 / 雑居家族（1967年、フジテレビ）
- 大奥　第45話「第三の正室」・第46話「疑惑の局」（1968年、関西テレビ） - 岡野
- かみなり三代（1968年 - 1969年、日本テレビ） - 中条兼子
- あゝ忠臣蔵 第9話「おかると勘平」（1969年、関西テレビ） - 祇園一力の女将おらく
- 結婚戦争ここ一番!（1969年、TBS） - 洋子
- あいつの季節（1969年、TBS） - 沢村ふさ江
- 大坂城の女（1970年、関西テレビ） - 淡路局
- 徳川おんな絵巻　第1話「尾張公の遊女妻」・第2話「女の生地獄」（1970年、関西テレビ） - 藤浪
- 柳生十兵衛 第31話「青春千代田城」（1971年、フジテレビ / 東映） - 三保の方
- 恋愛術入門 第15話「飛んで来た花嫁」（1971年、TBS）
- 大河ドラマ / 新・平家物語（1972年、NHK総合） - 衣川の媼
- 鬼平犯科帳 第2シリーズ 第14話「平松屋おみつ」（1972年、NET / 東宝） - おりん
- 鉄道100年 大いなる旅路 第12話「展望車の女」（1972年、日本テレビ）
- 忍法かげろう斬り 第2話「女の園へ潜入せよ」（1972年、関西テレビ / 東映） - 春日局
- 銭形平次 第428話「おふくろの嘘」（1974年、フジテレビ / 東映） - お峰
- アドベンチャーコメディ 夏の家族（1974年、フジテレビ） - 五十嵐麗 ※第5話から、宮城まり子の代役
- ポーラ名作劇場 / 忍ぶ橋（1975年、NET） - 宗方志津
- 渚より愛をこめて （1976年、東海テレビ） - ナレーション
- 新宿警察 第18話「お茶汲み刑事」（1976年、フジテレビ）
- 気まぐれ天使 第15話「嗚呼!花の成人式」（1977年、NTV） - 榎本の母
- かあさん堂々 第14話（1977年、TBS） - 信枝
- 水戸黄門 第8部 第9話「人情しだれ柳-岡崎-」（1977年9月12日、TBS / C.A.L） - おもよ
- 俺たちの祭 第2話「雨の叫び」（1977年、日本テレビ）
- 愛の嵐（1977年、日本テレビ） - 沢野泰代
- 銀河テレビ小説 / 新自由学校（1978年、NHK総合）
- Gメン'75（TBS / 東映）
  - 第177話「結婚と離婚」（1978年） - 浅井としこ
  - 第220話「お化けに呼ばれた嘘つき少年」（1979年） - 山岡しのぶ
  - 第289話「裸の女囚たち」（1980年） - 江島たみ
- 太陽にほえろ!（日本テレビ）
  - 第328話「待ち合わせ」（1978年） - 山形まさ
  - 第403話「罪と罰」（1980年） - 宇野先生
  - 第454話「スコッチ、市民を撃つ」（1981年） - 広谷あや
- 新五捕物帳 第37話「夢まくら恋の仇花」（1978年、日本テレビ / ユニオン映画） - おきん
- やる気満々（1979年、TBS） - 井ノ口登美子
- 池中玄太80キロ（日本テレビ）
  - 第1シリーズ 第6話「父に贈るカーネーション」（1980年）
  - 第2シリーズ 第13話「数字で決めるな!」（1981年） - 前川秀也（ヒデ）の母親
- 桃太郎侍 第205話「鬼より恐い母がいる」（1980年、日本テレビ / 東映） - 村田千代
- ふたりの母（1980年、CBC）
- 江戸の朝焼け（1980年 - 1981年、フジテレビ / 東宝） - 嘉世
- ザ・ハングマン 燃える事件簿 第11話「魔性の母と狼の息子」（1981年、朝日放送）　‐　鮫島タツ
- 森繁久彌のおやじは熟年 第16話「風呂番が社長さん」（1981年、テレビ朝日） - 松原満江
- 父母の誤算（1981年、TBS） - 中林きえ（校長の母親）
- 特捜最前線 第220話「張込み 閉ざされた唇!」（1981年、テレビ朝日 / 東映） - 吉野刑事の母
- 花王 愛の劇場 / ふたりの旅路（1981年、TBS）
- 天まであがれ!（1982年、日本テレビ） - 風上せつ
- ザ・サスペンス / お師匠さんは名探偵1 三味線殺人事件（1983年、TBS）
- ふぞろいの林檎たち 第1シリーズ（1983年、TBS） - 岩田喜代
- 土曜ワイド劇場（テレビ朝日）
  - 七年待った女（1984年）
  - 家政婦は見た!2（1984年） - 門倉千代
  - 辻真先の婚約旅行殺人事件シリーズ2 瀬戸内海婚約旅行殺人事件（1986年） - 道明寺桃代
  - 名探偵・金田一耕助2・仮面舞踏会（1986年） - 笛小路篤子
- 無邪気な関係 第1話「ママは短大生」（1984年、TBS） - 結城きえ
- 木曜ゴールデンドラマ（よみうりテレビ）
  - 私の中の阿修羅!（1984年）
  - 愛・かなしくても愛（1986年）
- 火曜サスペンス劇場（日本テレビ）
  - 無能の真実（1985年）
  - 長く暑い夏の一日（1988年）
- おさんの恋（1985年10月12日、NHK総合） - 刀根
- 金曜女のドラマスペシャル / 女が階段を上る時（1985年、フジテレビ / 東映）
- 木曜ドラマストリート / 若い人（1986年、フジテレビ）
- 松本清張サスペンス・見送って（1986年、フジテレビ）
- このままじゃ、ボクの将来知れたもの 第7話「親子してますか」（1986年、日本テレビ） - 乾キヨ
- 化身（1987年、関西テレビ）
- ドラマ女の手記 / 近所いじめの恐怖!!（1987年、テレビ東京）
- 土曜ドラマ（NHK総合）
  - カイワレ族の戦い（1988年） - マツノ
- 月曜・女のサスペンス / 夏樹静子トラベルサスペンス「青函特急から消えた男 仙台・青森・札幌 女ふたり連続殺人行」（1988年、テレビ東京） - 浅倉綾子

### 舞台
- 十日の菊（1961年、文学座）
- にごりえ（1972年、文学座） - たよ[6][注釈 1]
- 三婆（1976年） - タキ
- 沢氏の二人娘
- おりき

### 吹き替え
- 雨のニューオリンズ（ヘイゼル・スター（ケイト・リード））
- 雨の訪問者（ジュリエット（アニー・コルディ））※日本テレビ版（BD収録）
- 探偵スヌープ姉妹（アーネスタ・スヌープ（ヘレン・ヘイズ））※テレビシリーズ
- 燃えつきた納屋（シモーヌ・シニョレ）
- ル・ジタン（アニー・ジラルド）